# Horst (geologie)

Horst en slenk met afschuivingsbreuken

Een horst is in de geologie de zijde van een afschuiving die omhoog is bewogen. De andere, naar beneden bewogen zijde van de afschuiving is een slenk.